# 雷·韦斯特
乔治“雷”·韦斯特（英語：George "Ray" West，1925年11月29日—2016年2月17日）美国音频工程师。他曾因电影星球大战IV：新希望赢得了奥斯卡最佳音响效果奖。自1977年至1993年间，韦斯特曾参与制作过60多部电影。
韦斯特还在电视节目方面做了大量工作。他共获得过13项艾美奖提名，并于1978年因迈克尔·莫里亚蒂主演的NBC电视电影战争风云；于1986年因约翰·里特尔主演的非自然因素2次获得了艾美奖最佳混音奖。
韦斯特于2016年2月去世，享年90岁。

## 部分影视作品
- 星球大战IV：新希望 (1977)[1]